# Камлупс (озеро)
Ка́млупс (англ. Kamloops Lake) — озеро в провинции Британская Колумбия в Канаде.

## География
Расположено в южной части провинции, немного западнее одноименного города, в 340 километрах северо-восточнее Ванкувера. Одно из средних озёр Канады — площадь 52,1 км². Озеро лежит по течению реки Томпсон и имеет вытянутую форму (29 км в длину и максимальную ширину 1,6 км). Высота над уровнем моря 336 метров, колебания уровня озера до 5 метров. Сток из озера регулируется рекой Томпсон, являющейся притоком реки Фрейзер, впадающей в пролив Джорджия возле Ванкувера. 60 % годового стока приходятся на 3 месяца — май, июнь и июль.

## Природа
Средняя температура января −6,1 °C, средняя температура июля 20,8 °C, среднегодовая температура 8,3 °C.
Среднемесячное количество осадков колеблется 10 мм в марте и апреле до 32 мм в декабре и январе, среднегодовое количество осадков составляет 257 мм. Озеро покрыто льдом с декабря по январь.
Из-за сухого пояса вокруг озера растительность в основном травянистая, с клиньями из хвойных деревьев — дугласовой пихты, жёлтой сосны и ели.